# Wasserburg Ramsbach
Die  Wasserburg Ramsbach ist eine abgegangene Wasserburg und Turmhügelburg (Motte) am oberen Rotbach am südöstlichen Rand des Ortsteils Ramsbach der Stadt Schwäbisch Hall im baden-württembergischen Landkreis Schwäbisch Hall.

## Geschichte
Die Wasserburg wurde vermutlich um 1085 von den Herren von Bielriet erbaut. In diesem Jahr wurden die Brüder Diemo und Burchard von Ramsbach als niederadelige Ministeriale der edelfreien von Bielriet erwähnt. Die Burg selbst wurde im Jahr 1375 zum ersten Mal urkundlich als „hofstat und burgstale zu Ramsbach“ genannt, war damals aber der Bezeichnung Burgstall nach zerstört. Eine weitere, vermutlich endgültige Zerstörung des „Wasserhauses“ erfolgte wohl 1450 während des Städtekrieges, als sie von einem markgräflich-ansbachischen Kriegshaufen niedergebrannt wurde. Auch später wurde der Burgstall noch mehrere Male erwähnt.
Von der ehemaligen Burganlage, die wohl zur Gruppe der Turmhügelburgen zu zählen ist, ist nichts erhalten.